# لیزا الیس
لیزا الیس (انگلیسی: Lisa Ellis؛ زادهٔ ۱۵ نوامبر ۱۹۸۲) ورزشکار هنرهای رزمی ترکیبی اهل ایالات متحده آمریکا است.